# Bom Princípio

Localización del municipio de Bom Principio.

Bom Princípio es un municipio brasilero del estado de Rio Grande do Sul.
Se encuentra ubicado a una latitud de 29º29'20" Sur y una longitud de 51º29'20" Oeste, estando a una altitud de 37 metros sobre el nivel del mar. Su población estimada para el año 2004 era de 10.532 habitantes.
Ocupa una superficie de 903,8 km².
- Datos: Q1648506
- Multimedia: Bom Princípio / Q1648506